# La guardia nera
La guardia nera (The Black Watch) è un film del 1929 diretto da John Ford. Il film è conosciuto in Italia anche con il titolo Il Black Watch.
È un film d'avventura statunitense con Victor McLaglen, Myrna Loy, David Torrence e David Rollins. Basato sul romanzo King of the Khyber Rifles di Talbot Mundy, è incentrato sulle vicende del capitano scozzese del reggimento Black Watch dell'esercito britannico assegnato ad una missione segreta in India durante la prima guerra mondiale.

## Trama
Un capitano del Reggimento della Guardia Nera (Black Watch) dell'esercito Britannico è assegnato ad una missione segreta in India proprio quando la sua compagnia viene inviata a combattere in Francia allo scoppio della Prima Guerra Mondiale. Il suo incarico segreto ha come conseguenza l'essere considerato un codardo dai suoi compagni che lo accusano di aver voluto sottrarsi ai rischi della guerra. I sospetti sembrano confermati quando egli viene coinvolto in una rissa tra ubriachi in India, che provoca la morte di un altro ufficiale.

## Produzione
Il film, diretto da John Ford su una sceneggiatura di John Stone e James Kevin McGuinness con il soggetto di Talbot Mundy (autore del romanzo), fu prodotto da Winfield R. Sheehan per la Fox Film Corporation e girato con un budget stimato in 400.000 dollari. Il titolo di lavorazione fu King of the Khyber Rifles. Il film vanta anche la partecipazione di un ventunenne John Wayne, impiegato come comparsa e anche nel dipartimento di arti e costumi per il film.
Alcune scene d'amore tra Victor McLaglen e Myrna Loy furono girate ed aggiunte al film alla fine delle riprese dirette da Ford, a seguito di una esplicita richiesta del produttore Sheehan. Le nuove scene, che furono dirette da Lumsden Hare, provocarono in seguito la sdegnata reazione di Ford ("Quando le vidi, volevo vomitare").

## Distribuzione
Il film fu distribuito con il titolo The Black Watch negli Stati Uniti dal 22 maggio 1929 (première l'8 maggio 1929) al cinema dalla Fox Film Corporation.
Alcune delle uscite internazionali sono state:
- in Danimarca il 28 agosto 1930 (Den skotske Kaptajn)
- in Finlandia il 24 aprile 1931
- in Messico il 13 febbraio 1976 (John Ford Festival)
- in Italia il 2010 (Porretta Terme Film Festival),
- nel Regno Unito (King of the Khyber Rifles)
- in Argentina (Shari, la hechicera)
- in Spagna (Shari, la hechicera)
- in Brasile (A Guarda Negra, versione sottotitolata)
- in Francia (La garde noire)
- in Italia (La guardia nera)

### Remake
Nel 1953 ne è stato prodotto un remake, La carica dei Kyber (King of the Khyber Rifles).